# Aloïs Wouters
Pour les articles homonymes, voir Wouters.
Aloïs Wouters (né le 17 août 1962 à Mol,) est un coureur cycliste belge, principalement actif dans les années 1980.

## Biographie
En mars 1984, Aloïs Wouters s'impose sur la course Bruxelles-Zepperen chez les amateurs. Il passe ensuite professionnel au mois de septembre dans l'équipe Tönissteiner. L'année suivante, il termine neuvième du Tour Midi-Pyrénées. Il participe également au Tour de France, où il se classe 103e du classement général. Il poursuit la compétition en 1986, avant de mettre un terme à sa carrière cycliste. 

## Palmarès et résultats

### Palmarès par année
- 1984
  - Bruxelles-Zepperen

### Résultats sur les grands tours

#### Tour de France
1 participation
- 1985 : 103e